# Sergio Corbucci
Sergio Corbucci (Roma, 6 de dezembro de 1927 — Roma, 1 de dezembro de 1990) foi um diretor de cinema e roteirista italiano. É conhecido por seus spaghetti westerns, e junto com Sergio Leone e Sergio Sollima, é considerado um dos grandes diretores do gênero.

## Carreira
Irmão do escritor italiano e diretor Bruno Corbucci (que trabalhou na composição de roteiros para vários filmes dele), nasceu em Roma (Itália) em 06 de dezembro de 1927. Ele começou sua carreira filmado alguns filmes de baixo orçamento e pouco reconhecimento.
Seu primeiro marco comercial foi o culto western spaghetti "Django" (1966), estrelado por Franco Nero, que fez dele um dos mais destacados diretores italianos junto com Sergio Leone, e um dos diretores mais produtivos do país. Seu mais famoso filme do gênero foi "Il grande silenzio" (1968), um drama cheio de spaghetti westerns e drama, com um protagonista silencioso e um psicopata mal. Este filme foi censurado (ainda não lançado em alguns países, como foi o caso da Espanha), devido à sua violência explícita.
Nas décadas de 70 e 80, Corbucci dirigiu principalmente comédias, muitos deles estrelando o ator Adriano Celentano. Seus filmes tem sido raramente tratado com seriedade e respeito, muitas vezes sendo considerado de segunda categoria. No entanto, Corbucci permaneceu fiel a si mesmo, e se tornou um diretor cult.
Ele faleceu em 1 de dezembro de 1990 em sua cidade natal, Roma.

## Filmografia
- Salvate mia figlia (1951)
- La peccatrice dell'isola (1952)
- Terra straniera (1952)
- Carovana di canzoni (1954)
- Baracca e burattini (1954)
- Acque amare (1954)
- Suonno d'ammore (1955)
- Suprema confessione (1956)
- Il ragazzo dal cuore di fango (1957)
- I ragazzi dei Parioli (1959)
- Chi si ferma è perduto (1960)
- Romolo e Remo (1961)
- Maciste contro il vampiro (1961)
- I due marescialli (1961)
- Totò, Peppino e...la dolce vita (1961)
- Lo smemorato di Collegno (1962)
- Il giorno più corto (1962)
- Gli onorevoli (1963)
- Il monaco di Monza (1963)
- Il figlio di Spartacus (1963)
- Massacro al Grande Canyon (1965)
- I figli del leopardo (1965)
- Minnesota Clay (1965)
- Navajo Joe (1966)
- Johnny Oro (1966)
- L'uomo che ride (1966)
- Django (1966)
- Bersaglio mobile (1967)
- I crudeli (1967)
- Il grande silenzio (1967)
- Zum Zum Zum - La canzone che mi passa per la testa (1968)
- Il mercenario (1968)
- Gli specialisti (1969)
- Vamos a matar, compañeros (1970)
- Er più - Storia d'amore e di coltello (1971)
- La banda J. e S. cronaca criminale del Far West (1972)
- Che c'entriamo noi con la rivoluzione? (1973)
- Il bestione (1974)
- Di che segno sei? (1975)
- Il bianco, il giallo, il nero (1975)
- Bluff - Storia di truffe e di imbroglioni (1976)
- Il signor Robinson, mostruosa storia d'amore e d'avventure (1976)
- Dalla Cina furia fifa e karatè (1977)
- Tre tigri contro tre tigri (1977)
- Ecco noi per esempio... (1977)
- La mazzetta (1978)
- Giallo napoletano (1978)
- Pari e dispari (1978)
- Non ti conosco più amore (1980)
- Poliziotto superpiù (1980)
- Mi faccio la barca (1980)
- Chi trova un amico, trova un tesoro (1981)
- Il conte Tacchia (1982)
- Bello mio, bellezza mia (1982)
- Sing Sing (1983)
- Questo e quello (1983)
- A tu per tu (1984)
- Sono un fenomeno paranormale (1985)
- Roba da ricchi (1987)
- Rimini Rimini (1987)
- I giorni del commissario Ambrosio (1988)
- Night Club (1989)